# NHK名古屋児童劇団
NHK名古屋児童劇団（エヌエイチケイなごやじどうげきだん）は、NHK名古屋放送局が運営する愛知県名古屋市に拠点を置く日本の児童劇団。

## 歴史
1948年（昭和23年）に「NHK名古屋放送子供会」（通称CKこども会）として人員10数名で発足した。1954年（昭和29年）にテレビ放送が開始されると、テレビ放送にも出演するようになった。
1963年（昭和38年）にNHK名古屋放送子供会は「名古屋放送児童劇団」と名称を変更し、『中学生次郎』（1972年（昭和47年）から『中学生日記』）をはじめとしたテレビドラマやラジオに出演、活動を始めた。
年1回の舞台公演が1966年（昭和41年）から始まり、2018年（平成30年）には設立70周年公演をおこなった。
1998年（平成10年）に愛知県芸術文化選奨を受賞。
2003年（平成15年）に「NHK名古屋児童劇団」と名称を変更した。

## 出身著名人
当劇団に在籍歴のある著名芸能人として以下の人物がいる。
- 杉山佳寿子[1]
- 戸田恵子[2]